# Väinö Valve
Väinö Valve, finski general in politik, *28. december 1895, Lappeenranta, Finska, † 11. marec 1995, Helsinki, Finska.

## Življenjepis
V letih 1915 in 1918 je prejel vojaško urjenje v Nemčiji. 
Med finsko državljansko vojno je bil poveljnik bataljona. Leta 1924 je postal poveljnik Obalne artilerije; na tem položaju je ostal do leta 1927. V tem času (1925-1926) je obiskoval tudi Vojni kolegij Finske, nato pa ponovno od 1926 do 1929. 
Leta 1927 je postal poveljnik obalne obrambe, leta 1928 pa poveljnik pomorske obrambe. Med letoma 1933 in 1946 je bil vrhovni poveljnik Finske vojne mornarice.
Valve je bil tudi minister za obrambo Finske med letoma 1944 in 1945.

## Napredovanja
- poročnik: 11. februar 1918
- stotnik: 12. marec 1918
- major: 19. avgust 1919
- podpolkovnik: 6. december 1923
- polkovnik: 6. december 1925
- generalmajor: 16. maj 1933
- generalporočnik: 9. april 1941
- general: 4. junij 1992

## Odlikovanja
- križ svobode IV. razreda z meči: 29. april 1918
- križ svobode III. razreda z meči: 13. maj 1918
- pruski železni križ II. razreda: ?
- spominska medalja državljanske vojne: 1. november 1918
- lovski križ: 1919
- spominska medalja za zavzetje Tamper: 1918
- red rdeče rože I. razreda (vitez): 22. december 1922
- švedski red mečev II. razreda (poveljnik): 26. september 1925
- red Dannebroga II. razreda (poveljnik): 26. september 1925
- red rdeče rože II. razreda (poveljnik)]]: 9. junij 1928
- latvijski red treh zvezd II. razreda (poveljnik): 10. julij 1930
- poljski red Polonia Restituta (poveljnik): 1931
- estonski red orla II. razreda (križ): 1933
- italijanski red krone: 1933
- švedski red Vaasa I. razreda (poveljnik): 15. februar 1935
- nemški častni križ svetovne vojne 1914-1918: 6. marec 1936
- križ Suojeluskunta: 11. maj 1938
- red rdeče rože I. razreda (poveljnik): 10. maj 1939
- križ svobode I. razreda s prsno zvezdo in hrastovim listom: 25. april 1940
- spominska medalja zimske vojne: 11. februar 1941
- priponka za pruski železni križ II. razreda: 3. oktober 1941
- železni križ I. razreda: 3. oktober 1941
- križ svobode I. razreda s prsno zvezdo, meči in hrastovim listom: 3. oktober 1941
- veliki križ reda orla: 4. junij 1942
- nemški križ v zlatu: 14. marec 1944
- veliki križ križa svobode: 8. januar 1945
- medalja Pro Benedictate Humana: 25. julij 1947
- spominska medalja nadaljevalne vojne: 6. december 1957
- vojaška medalja: 6. december 1978
- lovska medalja Lützower: 4. junij 1994